# Пьянков, Сергей Васильевич
Серге́й Васи́льевич Пья́нков (род. 1 ноября 1966, г. Чусовой, Пермская область, РСФСР, СССР) — российский учёный-картограф, географ, профессор, доктор географических наук. Проректор по научной работе и инновациям Пермского университета (с 2020).

## Биография
В 1984 году окончил среднюю шк. № 11, г. Чусовой.
С 1984 по 1986 год — служба в рядах Советской армии.
В 1992 году окончил механико-математический факультет Пермского университета по специальности «Прикладная математика».
С 1992 года по настоящее время сотрудник географического факультета Пермского государственного университета (инженер кафедры биогеоценологии и охраны природы (1992–1993); зав. лабораторией эколого-геоинформационных систем, ассистент (1993–2002); ст. преподаватель, доцент кафедры высшей математики (2002–2012); доцент кафедры метеорологии и охраны атмосферы и кафедры социально-экономической географии (2006–2012).
В 2006 году защитил кандидатскую диссертацию на тему «Научно-методологические основы создания региональной гидрологической ГИС (на примере бассейна Воткинского водохранилища)» (научный руководитель — профессор В. М. Суслонов, научный консультант —  профессор Н. А. Калинин). В 2007 году ему была присвоена ученая степень кандидата технических наук.
В 2013 году защитил докторскую диссертацию на тему «Математико-картографическое обеспечение геоинформационного моделирования геосистем и комплексов (на примере гидрологических)» (научный консультант — профессор Н. А. Калинин). C 2015 года — доктор географических наук, с 2018 года — профессор. 
С 2020 по 2023 год — проректор по научной работе и инновациям Пермского университета.

## Административная деятельность
С 2002 г. по настоящее время является директором Центра геоинформационных систем и технологий (ГИС-центра) ПГНИУ (в настоящее время входит в состав кафедры картографии и геоинформатики).
Лидер научного направления ПГНИУ "Математико-картографическое моделирование геосистем и природно-техногенных комплексов" (с 2011 года по настоящее время).
В 2012 году основал кафедру картографии и геоинформатики ПГНИУ и стал ее заведующим (по настоящее время).
За время руководства научной и инновационной деятельностью ПГНИУ произошел существенный рост защит диссертаций на соискание степени доктора (более 20) и кандидата наук (более 80).
На протяжении 10 лет организовал и поддерживал Межрегиональную конференцию «Геоинформационное обеспечение пространственного развития Пермского края» (2008–2017 гг.), которая являлась центральным событием не только на территории Урала. За время ее реализации было организовано выступление более 250 участников из России и зарубежья.
Организовал и успешно провел ряд центральных международных конференций в области использования данных дистанционного зондирования Земли и ГИС-технологий: «ИнтерКарто-ИнтерГИС – 15. Устойчивое развитие территорий: теория ГИС и практический опыт. Sustainable development of territories: GIS theory and practice» (2009), Международная школа-семинар «Геоинформационное обеспечение модернизации России и стран СНГ. Организационный, технологический и кадровый потенциал» (2011), первая «Всероссийская студенческая олимпиада по тематическому дешифрированию данных дистанционного зондирования Земли и использованию современных геоинформационных технологий» (2013). Международная научно-практическая конференция «От карты прошлого — к карте будущего» (2017).

## Экспертная деятельность
- Эксперт Российской академии наук (с 2016 г. по настоящее время)[6].
- Эксперт Российского фонда фундаментальных исследователей (с 2016 г. по настоящее время).
- Эксперт Российского научного фонда (с 2021 г. по настоящее время).
- Член диссертационного совета Казанского (Приволжского) федерального университета (с 2016 г. по настоящее время).
- Член диссертационного совета Пермского государственного национального исследовательского университета (Д 212.189.10) (с 2019 г. по 2022 г.).
- Член диссертационного совета Сибирского государственной университета геосистем и технологий, г. Новосибирск, (Д 212.251.02) (с 2021 г. по настоящее время).
- Член диссертационного совета Московского государственного университета, (с 2022 г. по настоящее время).
- Член экспертного совета Высшей аттестационной комиссии РФ по «Наукам о Земле» (с 2018 г. по настоящее время)[6].
- Эксперт проектного офиса государственной программы РФ «Научно-технологическое развитие Российской Федерации» (с 2022 года по настоящее время)[3].

Как член ЭС ВАК организовывал работу и согласовывал паспорта новых  научных специальностей: 1.6.19. «Аэрокосмические исследования Земли, фотограмметрия», 1.6.20 «Геоинформатика, картография», 1.6.22. «Геодезия» принятых в РФ настоящее время.  
Член учебно-методического совета по направлению «Картография и геоинформатика» Федерального учебно-методическом объединения по укрупненной группе специальностей и направлений (УГСН) 05.00.00 «Науки о Земле» Министерства науки и высшего образования РФ (с 2015 г. по настоящее время).

## Научная работа
Область научных интересов: создание и использование геоинформационных технологий при решении фундаментальных и  прикладных задач, образовательные услуги в области геоинформатики.
Автор и соавтор 227 научных, научно-популярных и учебно-методических работ, из них: 9 монографий, 4 Атласа, 36 работ из списка зарубежных журналов, Web of Science или Scopus, 36 работ из списка ВАК, 17 – в иных журналах, в том числе из списка РИНЦ, 74-х материалах конференций, в том числе из списка Scopus (IOP) и РИНЦ, 41 тезиса, 10 публикаций в периодических изданиях и 10 учебно-методических работ. Автор и соавтор 5 свидетельств о государственной регистрации баз данных и 10 свидетельств о регистрации разработки программных средств, зарегистрированных в ОФАП и ОФЕРНИО. 
Принял личное участие в 87 конференциях, школах-семинарах, круглых столах, из них был организатором 16.
Из 21 научного гранта, поддержанных Российским научным фондом (РНФ), Российским фондом фундаментальных исследований (РФФИ), Российским гуманитарным научным фондом (РГНФ), Русским географическим обществом   (РГО), Министерством науки и образования РФ, Министерством образования и науки Пермского края, в 14-ти являлся научным руководителем.
Подготовил пять кандидатов и одного доктора наук.

## Награды и звания
- Почетная грамота Министерства образования и науки РФ (2006).
- Благодарственное письмо Полномочного Представителя Президента Российской Федерации в Приволжском Федеральном округе (2012).
- Благодарственное письмо руководителя Управлении Росреестра по Пермскому краю (2016, 2018).
- Нагрудный знак «10 лет Росреестру» (2018).
- Почетный работник Высшей школы РФ (2020 г.).
- Лауреат Первой степени на соискание Премии памяти митрополита Московского и Коломенского Макария (Булгакова) в номинации «Научные исследования в области рационального природопользования, экологии и охраны окружающей среды» по естественным наукам (РАН РФ совместно с Русской православной церковью) (2020 г.) за научный труд «Кизеловский угольный бассейн: экологические проблемы и пути решения».

## Избранные научные работы

### Атласы
- Атлас Пермского края / под общ. ред. А. М. Тартаковского; ред. И. Ю. Макарихин; отв. ред. С. В. Пьянков; авт-сост.: С. А. Бузмаков [и др.], Екатеринбург. ОАО ИПП «Уральский рабочий». 2012. 124 с.
- Пьянков С. В., Шихов А. Н., Абдуллин Р. К. Атлас опасных гидрометеорологических явлений Уральского Прикамья. Перм. гос. нац. иссл. ун-т. Пермь. 116 с. 2016.
- Атлас «География Пермского края» / под общ. ред. А. А. Зайцева.; отв. ред. С. В. Пьянков, отв. ред. Бажукова Н. В.; авт-сост.: С. А. Бузмаков [и др.], Перм. гос. нац. иссл. ун-т. Пермь. 48 с. 2021. (2-е издание, переработанное и дополненное).

### Монографии
- Калинин В.Г., Пьянков С.В. Применение геоинформационных технологий в гидрологических исследованиях // Пермь. Алекс-Пресс. 2010. 217 с.
- Пьянков С.В., Калинин В.Г. ГИС и математико-картографическое моделирование при исследовании водохранилищ (на примере камских) // Пермь. Алекс-Пресс. 2011. 158 с.
- Шавнина Ю.Н., Пьянков С.В., Михайлов А.В., Немтин Г.Н., Соболева Е.Б. Анализ системы водоподпорных гидротехнических сооружений с использованием геоинформационных технологий // Пермь. Пермское книжное издательство. 2011. 208 с.
- Максимович Н.Г., Пьянков С.В. Малые водохранилища: экология и безопасность // Екатеринбург. ОАО ИПП «Уральский рабочий». 2012. 256 с.
- Пьянков С. В., Шихов А. Н. Опасные гидрометеорологические явления: режим, мониторинг, прогноз. Перм. гос. нац. иссл. ун-т. Пермь. Изд-во ООО «Раритет-Пермь». 2014. 296 с., ил.
- Пьянков С. В. Геоинформационное обеспечение моделирования гидрологических процессов и явлений / С.В. Пьянков, А.Н. Шихов; Перм. гос.
- нац. исслед. ун-т. - Пермь, 2017. - 148 с., ил.
- Максимович Н. Г., Пьянков С. В. Кизеловский угольный бассейн: экологические проблемы и пути решения. Перм. гос. нац. иссл. ун-т. Пермь. 288 c., ил., 2018.[7]
- А.Н. Шихов, А.В., Чернокульский, Н.А. Калинин, С.В. Пьянков Ветровалы в лесной зоне России и условия их возникновения: монография / Пермский государственный национальный исследовательский университет. – Пермь, 2023. – 284 с.
- Е.Ж. Гармаев, С.В. Пьянков, А.А. Аюржанаев и др. Гидроэкологическая безопасность реки Селенга / ООО "ПринтЛето", 2023. – 204 с.

### Научные статьи
- Kalinin V.G., Pyankov S.V. Some aspects of applying GIS technologies to hydrology. Russian Meteorology and Hydrology. 2000. № 12. («Web of Science»);
- Kalinin V.G., Pyankov S.V. Use of hydrographic characteristics of rivers and their basins in hydrological calculations. Russian Meteorology and Hydrology. 2002. № 11. С. 56-60. («Web of Science»);
- Kalinin V.G., P'yankov S.V. Hydrological geoinformation system "Basin of Votkinsk reservoirs" Russian Meteorology and Hydrology. 2002. № 5. С. 74-78. («Web of Science»);
- Kalinin V.G., P'yankov S.V. Influence of relief on river runoff from the Votkinsk reservoir. Russian Meteorology and Hydrology. 2004. № 3. С. 75-80. («Web of Science»);
- Kalinin, V.G., Nazarov, N.N., Pyankov, S.V., Simirenov, S.A., Tyunyatkin, D.G. Activity of the landslide on the bank of the Kamskoe storage reservoir according to stationary measurements and GIS-technology application // Geomorfologiya, 2004, Vol. 4, pp. 55-62. (Scopus);
- Pyankov S.V., Kalinin V.G. Methodological aspects of spatial analysis of the river runoff formation by using mathematical cartographical modeling. Russian Meteorology and Hydrology. 2009. Т. 34. № 1. С. 58-61. («Web of Science»);
- P'yankov, S.V., Kalinin, V.G.  Development of generalized integral index for estimating complex impact of major factors of winter runoff formation. 2013.  Russian Meteorology and Hydrology 38 (7), pp. 496-502. («Web of Science»);
- Пьянков С.В., Шихов А.Н. Моделирование пространственного распределения снегозапасов на крупном водосборе с применением спутниковой информации. Современные проблемы дистанционного зондирования Земли из космоса. 2016. Т. 13. № 4. С. 29-41 (DOI: 10.21046/2070-7401-2016-13-4-29-41) («Scopus»);
- Пьянков С.В., Шихов А.Н., Абдуллин Р.К. Опыт создания регионального атласа опасных гидрометеорологических явлений (на примере Уральского Прикамья). Перм. гос. нац. иссл. ун-т. Географический вестник. № 1. Пермь. С. 120-131.  2016. (ВАК);
- Пономарчук А.И., Пьянков С.В. Оценка дискриминирующего влияния пространственных факторов на риски возникновения лесных пожаров // Географический вестник. 2016. № 4 (39). С. 118-128. (ВАК);
- Airborne laser scanning based forest inventory – experiment in Perm region, Russia and comparison to results in Finland. Authors: Tuomo Kauranne, Sergey Pyankov, Virpi Junttila, Alexander Kedrov, Andrey Tarasov, Anton Kuzmin, Jussi Peuhkurinen, Maria Villikka, Ville-Matti Vartio, Sanna Sirparanta. 2017. Forests. Bazel, Switzerland. («Web of Science», Q1);
- Pyankov S.V., Shikhov A.N., Kalinin N.A., Sviyazov E.M. A GIS-based modeling of snow accumulation and melt processes in the Votkinsk reservoir basin // Journal of Geographical Sciences, 2018. Vol. 28(2), pp 221–237. China. («Web of Science», Q2);
- Калинин В.Г., Пьянков С.В., Перевощикова О.А. О формировании подводного рельефа дна долинных водохранилищ (на примере Камского) // Географический вестник. Перм. гос. нац. иссл. ун-т. Пермь. 2018. № 1. С. 128-137. (ВАК);
- Jussi Peuhkurinen, Timo Tokola, Kseniia Plevak, Sanna Sirparanta, Alexander Kedrov and Sergey Pyankov Predicting tree diameter distributions from airborne laser scanning and field sample data in Perm region, Russia. 2018. Forests. https://www.mdpi.com/1999-4907/9/10/639/htm, Forests, 2018, 9(10), 639; doi:10.3390/f9100639. Bazel, Switzerland («Web of Science, Q1);
- Aarne Hovi, Eva Lindberg, Mait Lang, Tauri Arumäe, Jussi Peuhkurinen, Sanna Sirparanta, Sergey Pyankov, Miina Rautiainen Seasonal dynamics of forest albedo in European boreal region. Remote Sensing of Environment. Volume 224, April 2019, Pages 365-381. («Web of Science», Q1);
- Пьянков С.В., Шихов А.Н., Михайлюкова П.Г. Моделирование снегонакопления и снеготаяния в бассейне р. Кама с применением данных глобальных моделей прогноза погоды. Лёд и Снег. 2019; 59(4):494-508. https://doi.org/10.15356/2076-6734-2019-4-423 URL: https://ice-snow.igras.ru/jour/article/view/647/394 (Scopus, Q2);
- Garmaev E.Zh., Tsydypov B.Z., Ayurzhanaev A.A., Sodnomov B.V., Pyankov S.V., Shikhov A.N., Abdullin R.K. Mapping of hazardous hydrological events in the Russian part of the Selenga River basin // IOP Conference Series: Earth and Environmental Science, 2020. Vol. 611. Art. No. 012046. URL: https://iopscience.iop.org/article/10.1088/1755-1315/611/1/012046 (Scopus);
- Pyankov S.V., Abdullin R.K., Shikhov A.N., Semakina A.V. Картографический ВЕБ-сервис мониторинга снежного покрова и опасных гидрологических явлений в бассейне р. Камы: особенности создания и информационного наполнения (Online WEB map service for monitoring of snow cover and hazardous hydrological events in Kama river basin: the features of development and content). DOI: 10.35595/2414-9179-2020-2-26-5-19. 2020. С. 5-19. (Scopus);
- Pyankov S.V., Maximovich N.G., Khairulina E.A., Berezina O.A., Shikhov A.N., Abdillin R.K. Monitoring Acid Mine Drainage’s Effects on Surface Water in the Kizel Coal Basin with Sentinel‐2 Satellite Images. Mine Water and the Environment, 2021. https://doi.org/10.1007/s10230-021-00761-7 (Scopus, Q1);
- Mapping Modern Climate Change in the Selenga River Basin Garmaev, E.Z., P’yankov, S.V., Shikhov, A.N., (...), Andreev, S.G., Chernykh, V.N., 2022, Russian Meteorology and Hydrology, 47(2), pp. 113-122. («Web of Science»);[2]
- В.Н. Черных, А.А. Аюржанаев, М.А. Жарникова, Б.В. Содномов, А.Н. Шихов, Б.З. Цыдыпов, Е.Ж. Гармаев, С.В. Пьянков Картографирование наледей в трансграничном бассейне р. Чикой // Географический вестник, № 3 (62), 2022. С. 169-179. doi: 10.17072/2079-7877-2022-3-169-179 (ВАК).[7]